# Странгфорд-Лох

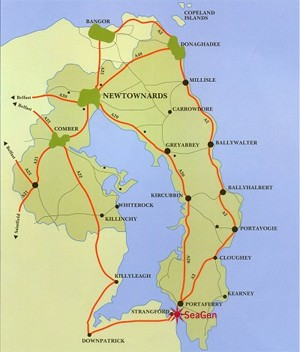

Странгфорд-Лох (англ. Strangford Lough, англ. Strangford Loch) — залив в графстве Даун Северной Ирландии. Озеро отделено от Ирландского моря полуостровом Ардс (англ.).
15 марта 1995 года в заливе (выловив устриц) обнаружили водоросли Саргассум, известные своим агрессивным распространением. Озеро является крупным пунктом назначения миграции многих морских и болотных птиц. К часто встречающимся в озере животным относятся обыкновенный тюлень, гигантская акула и чёрная казарка, причём на озере зимуют три четверти всей популяции одного из видов чёрных казарок (Pale Bellied Brent Geese).
С 2007 года в заливе располагается станция SeaGen, использующая для производства электричества силу прилива. Станция расположена преимущественно под водой и её турбины крутятся медленно, поэтому она не представляет угрозы для дикой природы.
В заливе регулярно обнаруживаются археологические находки — рыбные ловушки, приливные мельницы и т. п.
Между Портаферри и Стренгфордом (англ.) через залив на протяжении 4 веков существовало паромное сообщение (англ.). Паромный путь в 0,6 морских миль занимает 8 минут, альтернативный по суше — 75 километров и 90 минут. Новое судно за £2,7 миллионов, MV Portaferry II, было построено на McTay Marine, в Мерсисайде, и вышло на маршрут 18 декабря 2001 года, оставив прежнему судну, MV Strangford (построенному в Корке на Verolme Shipyard и запущенному 6 сентября 1969 года), вспомогательную роль.